# لا (مسلسل)

## أحداث المسلسل
تدور أحداث المسلسل المصري في إطار درامي وشيق، حيث يجد (يحيى الفخراني) نفسه في السجن دون إثبات تهمة عليه، واسمه مسجل ضمن الوفيات، تتحطم حياته فجأة؛ حيث يفقد زوجته، وماله الذي قام بجمعه طوال حياته، ويصبح أسير ذكرياته في السجن.

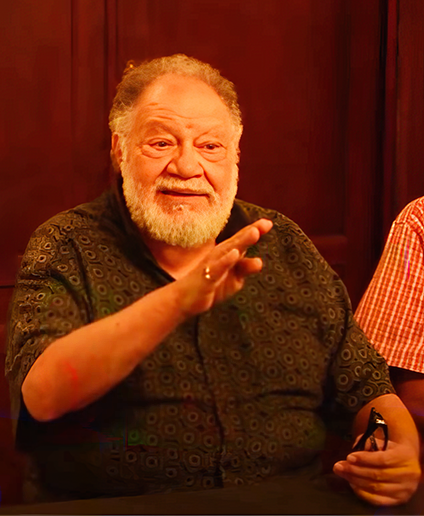
يحيى الفخراني في دور عبد المتعال محجوب

## البطولة
| - يحيى الفخراني - دلال عبد العزيز - يوسف داود - عادل أمين | - فاروق فلوكس - تهاني راشد - لطفي عبد الحميد | - أبو بكر عزت - فادية عبد الغني - عائشة الكيلاني | - نجوى فؤاد - إنعام سالوسة - لطفي لبيب | - غريب محمود - محمد الشويحي - عبد الرحمن أبو زهرة | - مريم فخر الدين - سيد عزمي - محمود عبد الغفار |

بالإضافة إلي: محمد عتريس - نجيب عبده - حسن العدل - رأفت راجي - محمد التاجي - محمد أحمد المصري - عنايات صالح - عبد الحميد أنيس - كمال الزيني - أنور حسونة - مصطفى هاشم - محمود الحفناوي - محمد أبو العينين - حمدي السخاوي - عبد الحميد المنير - إسماعيل محمود - عبد الهادي أنور - أحمد أبو عبية - مصطفى الخضري - جمال شبل - عثمان عبد المنعم - حلمي محمد - حسين عرعر - فخري عازر - سيد حاتم - عبد الله حفني - سيد مصطفى - محمد كامل - عبد الله الشرقاوي - سمير حسين - احمد كمالي - فكري طه - عبد الله الصفتي - عبد المنعم عبد الرحمن - محمد عبد المنعم - حسين نظمي - محمد الدقن - خيري شوقي - مايسة سعدالدين - أشرف خميس